# Svend Andresen
Svend Jørgen Gerner Andresen (20. maj 1950 på Østerbro i København) er en tidligere landsholdsspiller i fodbold (forsvarsspiller).
Svend Andresen nåede at spille 29 A-landskampe for Danmark i perioden 1970-1975. Derudover spillede han 11 U21- og en U19-landskamp. Han deltog i OL i 1972, som blev afholdt i München, hvor Danmark blev nummer 5 ud af 16 hold. Han spillede i B.1903 i perioden 1969-1976, hvor han blev dansk mester 1969, 1970 og 1976 nummer to 1972 og nummer tre 1974. Han spillede spillede mere end 60 kampe for den vesttyske klub SV Eintracht Trier 05 i 2. Bundesliga over to sæsoner 1976-1978.